# Abschiebungshafteinrichtung Glückstadt
Die Abschiebungshafteinrichtung Glückstadt in Glückstadt ist eine spezielle Anstalt für Abschiebungshaft mit (geplant) 60 Haftplätzen in der Zuständigkeit des Landesamtes für Zuwanderung und Flüchtlinge (Abteilung 5) im Geschäftsbereich des Ministeriums für Inneres, ländliche Räume, Integration und Gleichstellung des Landes Schleswig-Holstein. Ihre Aufgabe ist die Verwahrung und Betreuung von vollziehbar ausreisepflichtigen Ausländern zur Sicherung der Abschiebung. Sie ist eine gemeinsame Einrichtung der Länder Schleswig-Holstein, Hamburg und Mecklenburg-Vorpommern.
Derzeit können dort zwölf ausreisepflichtige Personen untergebracht werden. Es ist geplant, dass in Zukunft 60 Personen aufgenommen werden können. 2024 waren 18 ausreisepflichtige Personen untergebracht. Als Grund dafür, dass die Anstalt nicht voll belegt ist, nannte die Gefängnisleitung 2024 den Personalmangel: 34 von insgesamt 72 Stellen seien unbesetzt. Die durchschnittlichen Kosten für einen Hafttag in Glückstadt lagen 2024 bei 1.523 Euro pro Kopf.

## Geschichte
Die Einrichtung wurde am 16. August 2021 eröffnet. Sie entstand auf dem Gelände und in den Räumlichkeiten der stillgelegten Marinekaserne im Norden der Stadt.

## Rechtsgrundlage / Zuständigkeit
Der Vollzug in der Einrichtung ist durch das Abschiebungshaftvollzugsgesetz (AHaftVollzG) Schleswig-Holstein geregelt. Das Gesetz ist seit dem 26. April 2019 in Kraft.
Nach § 1 AHaftVollzG ist die Einrichtung für den Vollzug der Abschiebungshaft, der Zurückweisungshaft, der Zurückschiebungshaft und der Überstellungshaft zuständig.